# Phaenocarpa tenebrosa
Phaenocarpa tenebrosa är en stekelart som beskrevs av Fischer 1974. Phaenocarpa tenebrosa ingår i släktet Phaenocarpa och familjen bracksteklar. Inga underarter finns listade i Catalogue of Life.